# Lachau
Lachau là một xã thuộc tỉnh Drôme trong vùng Auvergne-Rhône-Alpes đông nam nước Pháp. Xã Lachau nằm ở khu vực có độ cao trung bình 750 mét trên mực nước biển.